# جغدباز خالدار
جغدباز خالدار یا جغدِ بازی خالدار (نام علمی: Ninox punctulata)، که جغدباز خاوری نیز نامیده می‌شود، جغد کوچکی است که ۱۷–۲۰ سانتیمتر (۶٫۷–۷٫۹ اینچ) طول دارد. این جغدباز قهوه‌ای مایل به قرمز با سر، پشت و بال‌های سفید، لکه سفید گلو، دیسک صورت سیاه، چشمان قهوه‌ای تیره و ابروهای سفید است.